# Pascal Joseph Faure
Pour les articles homonymes, voir Faure.
Pascal Joseph Faure est un homme politique français né le 3 mars 1798 à Remollon (Hautes-Alpes) et mort le 17 juillet 1864 à Paris.

## Biographie
Avocat à Gap en 1817, il est député des Hautes-Alpes de 1831 à 1837, siégeant dans l'opposition de gauche. Conseiller général et maire de Gap, il redevient député de 1848 à 1863, siégeant avec les partisans du général Cavaignac sous la Deuxième République puis dans la majorité soutenant le Second Empire.

## Sources
- « Pascal Joseph Faure », dans Adolphe Robert et Gaston Cougny, Dictionnaire des parlementaires français, Edgar Bourloton, 1889-1891 [détail de l’édition]